# Charles Barde
Charles Barde est un juge et dirigeant sportif helvétique, né le 8 janvier 1882 à Genève, où il est mort le 20 mai 1972. 

## Biographie
Dans sa jeunesse, Charles Barde est capitaine de l'équipe du GSHC et membre de l'équipe de Suisse de hockey sur glace lors des premiers Championnats d'Europe en 1910. Il est par ailleurs impliqué dans le développement de la Fédération de Suisse de hockey sur glace. Bon joueur de tennis au niveau national, il est à plusieurs reprises vice-champion de Suisse.
Avec le Français Henri Wallet et l’avocat américain installé à Genève, Duane Williams, il est l'un des membres fondateurs de la « Fédération internationale de lawn-tennis » (nom de la Fédération internationale de tennis jusqu’en 1977), portée sur les fonts baptismaux début mars 1913 à Londres.
Barde devient le président de la Fédération internationale de tennis à sept reprises entre 1920 (quatrième président investi) et 1958 : annuellement, en 1920, 1927, 1929, 1936, 1939, 1952 et 1958, la tradition étant en effet que chaque mandat ne dure qu'un an. Il a également été le président de la Fédération suisse de tennis pendant plusieurs années.
Exerçant la profession de magistrat au tribunal cantonal de Genève, il a été vice-président de la Cour de Justice de cette même ville. En 1930, il est nommé par la Société des Nations comme membre d'une commission spéciale chargée d'étudier les droits et les prétentions des juifs et musulmans à l'égard du mur des Lamentations. Il préside en 1932 un tribunal arbitral mixte roumano-autrichien.